# Grumman G-44 Widgeon
Grumman G-44 Widgeon – amerykański wodnosamolot typu amfibia z okresu II wojny światowej.

## Historia
Po zbudowaniu w wytwórni Grumman Aircraft Engineering Corporation udanego samolotu Grumman G-21 Goose przystąpiono do opracowania i budowy mniejszego wodnosamolotu przystosowanego do przewozu od 3 do 5 pasażerów. Prototyp samolotu oblatano w 1940 roku.
Pomimo tego, że w założeniu był to samolot przeznaczony dla lotnictwa cywilnego, zainteresowało się nim lotnictwo wojskowe i pierwsza seria produkcyjna składająca się z 25 samolotów została przeznaczona dla Coast Guard jako samolotu patrolowe przeciwko okrętom podwodnym. Samolot ten otrzymał oznaczenie J4F-1. Zbudowano także 15 podobnych samolotów dla amerykańskiego lotnictwa wojskowego, gdzie otrzymały oznaczenie OA-14.
Opracowano też kolejną wersję, 5-miejscową amfibię łącznikową dla lotnictwa marynarki wojennej USA, a następnie wyprodukowano 135 samolotów tej wersji, którą oznaczono jako J4F-2. Z tej serii 15 samolotów w ramach umowy Lend-Lease przekazano Wielkiej Brytanii, gdzie początkowo oznaczono je jako Gosling (pol. gąsiątko) a ostatecznie nazwano Widgeon (pol. Świstun). Część samolotów tego typu wyeksportowano również do Portugalii i Brazylii.
Po zakończeniu II wojny światowej opracowano wersję cywilną tego samolotu, którą oznaczono jako G-44A i zbudowano 76 samolotów tego typu. Ponadto sprzedano do Francji jego licencję, gdzie w zbudowano 46 samolotów tej wersji pod oznaczeniem SCAN-30.
Łącznie w latach 1940–1949 zbudowano 345 samolotów wszystkich wersji.

## Wersje samolotuGrumman G-44 Widgeon
- G-44 – prototyp oraz wersja pasażerska dla lotnictwa cywilnego
- J4F-1 – samolot patrolowy przeznaczony dla lotnictwa straży ochrony wybrzeża USA
- OA-14 – samolot patrolowy przeznaczony dla lotnictwa wojskowego USA
- J4F-2 – 5-miejscowa amfibia łącznikowa przeznaczona dla lotnictwa marynarki wojennej USA
- Widgeon (Gosling) – amfibia łącznikowa przeznaczona dla Wielkiej Brytanii
- G-44A – wersja powojenna dla lotnictwa cywilnego
- SCAN-30 – wersja licencyjna budowana we Francji

## Użycie
Samolot Grumman G-44 początkowo trafiły do lotnictwa Straży Wybrzeża (Coast Guard), gdzie pełniły służbę patrolową wzdłuż wybrzeża Stanów Zjednoczonych przez cały okres II wojny światowej.
Jednemu z Grummanów G-44 z 212. dywizjonu patrolowego Coast Guard przypisywano zatopienie 1 sierpnia 1942 roku niemieckiego U-Boota U-166, jednak z nowszych badań wynika, że przeprowadził on wówczas nieudany atak na U-171.
W amerykańskim lotnictwie wojskowym oraz w lotnictwie marynarki wojennej samoloty tego typu użytkowane były do celów łącznikowych przez cały okres II wojny światowej. Następnie część z nich została sprzedana lub przekazana do innych państw i sprzedana dla lotnictwa cywilnego.
Samoloty, które otrzymała Wielka Brytania w latach 1943–1944, były użytkowane jako samoloty łącznikowe i transportowe w Indiach Wschodnich.
W lotnictwie wojskowym samoloty tego typu były użytkowane do lat sześćdziesiątych XX wieku, a następnie wycofano je z eksploatacji lub sprzedano dla lotnictwa cywilnego. W lotnictwie cywilnym pojedyncze egzemplarze tych samolotów używane są do chwili obecnej jako samoloty dyspozycyjne lub awionetki.

## Opis konstrukcji
Wodnosamolot typu amfibia Grumman G-44 zbudowany jest w układzie dwusilnikowego wolnonośnego górnopłatu. Konstrukcja jest całkowicie metalowa, kadłub podzielony na 5 wodoszczelnych komór. Podwozie wciągane w locie.
Napęd stanowiły 2 silniki rzędowe, chłodzone powietrzem, umieszczone w gondolach umocowanych na płatach. Śmigła dwułopatowe o stałym skoku.